# Renegades
Renegades ist das vierte Musikalbum der Crossover-Band Rage Against the Machine und enthält ausschließlich Coverstücke.
Es ist momentan das letzte Studioalbum der Band, die sich, nachdem de la Rocha sie verlassen hatte, mit Soundgarden-Sänger Chris Cornell zu Audioslave formierten. Als das Album am 3. Dezember 2000 veröffentlicht wurde, hatte der Sänger die Band schon verlassen. Es erhielt überwiegend gute Kritiken. Drei Jahre danach veröffentlichten sie ihr Live-Album Live at the Grand Olympic Auditorium 

## Cover und Booklet

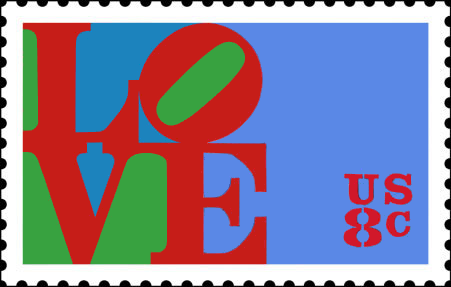
Robert Indianas Werk „Love“, dem das Albumcover nachempfunden wurde

Das Cover ist eine Hommage an den Pop-Art-Künstler Robert Indiana bzw. sein Werk „LOVE“. Es gibt vier verschiedene Versionen: zwei mit roter Schrift und einem schwarz-blauen bzw. schwarz-grünen Hintergrund und zwei mit schwarzer Schrift und einem rot-blauen bzw. rot-grünen Hintergrund.
Das Booklet beinhaltet außerdem ein Zitat von Josh Koppel, das sich kritisch mit dem Stellenwert von Geld in der heutigen Gesellschaft auseinandersetzt und mit dem Foto einer 1-Dollar-Note zu sehen ist, auf der „YOU ARE NOT A SLAVE“ (auf Deutsch: „DU BIST KEIN SKLAVE“) steht.

## Titelliste
1. Microphone Fiend (Eric B. & Rakim: Follow The Leader) – 5:03
2. Pistol Grip Pump (Volume 10: Hip-Hopera) – 3:19
  - Enthält Stücke aus More Bounce to the Ounce von Zapp
3. Kick out the Jams (MC5: Kick Out the Jams) – 3:11
4. Renegades of Funk (Afrika Bambaataa: Planet Rock) – 4:36
  - Enthält Samples von Renegades of Funk der Bands Afrika Bambaataa & The Soul Sonic Force & „Scorpio“ von Dennis Coffey
5. Beautiful World (Devo: New Traditionalists) – 2:35
6. I’m Housin'  (EPMD: Strictly Business) – 4:57
7. In My Eyes (Minor Threat: In My Eyes) – 2:54
8. How I Could Just Kill a Man (Cypress Hill: Cypress Hill) – 4:08
9. The Ghost of Tom Joad (Bruce Springsteen: The Ghost of Tom Joad) – 5:38
10. Down on the Street (The Stooges: Fun House) – 3:39
11. Street Fighting Man (Rolling Stones: Beggars Banquet) – 4:43
12. Maggie’s Farm (Bob Dylan: Bringing It All Back Home) – 6:55
13. Kick Out the Jams (Live at the Grand Olympic Auditorium, Europäischer und Australischer Bonustitel) (MC5: Kick Out the Jams) – 4:31
14. How I Could Just Kill a Man (Live at the Grand Olympic Auditorium, Europäischer & Australischer Bonustitel, inklusive Gesang von Cypress Hill) (Cypress Hill) – 4:31

## Singleauskopplungen
- 2000: Renegades of Funk
- 2001: How I Could Just Kill a Man

## Kommerzieller Erfolg

### Chartplatzierungen
| ChartsChartplatzierungen       | Höchstplatzierung | Wochen |
| ------------------------------ | ----------------- | ------ |
| Deutschland (GfK)              | 47 (11 Wo.)       | 11     |
| Österreich (Ö3)                | 66 (3 Wo.)        | 3      |
| Schweiz (IFPI)                 | 49 (12 Wo.)       | 12     |
| Vereinigte Staaten (Billboard) | 14 (22 Wo.)       | 22     |
| Vereinigtes Königreich (OCC)   | 71 (1 Wo.)        | 1      |

### Auszeichnungen für Musikverkäufe
| Land/Region                  | Auszeichnungen für Musikverkäufe (Land/Region, Auszeichnung, Verkäufe) | Verkäufe  |
| ---------------------------- | ---------------------------------------------------------------------- | --------- |
| Australien (ARIA)            | Platin                                                                 | 70.000    |
| Vereinigte Staaten (RIAA)    | Platin                                                                 | 1.000.000 |
| Vereinigtes Königreich (BPI) | Gold                                                                   | 100.000   |
| Insgesamt                    | 1× Gold · 2× Platin ·                                                  | 1.170.000 |